# Viktor Matvijenko
Viktor Antonovyč Matvijenko (in ucraino Віктор Антонович Матвієнко?, in russo Виктор Антонович Матвиенко?, Viktor Antonovič Matvienko; Zaporižžja, 9 novembre 1948 – Kiev, 29 novembre 2018) è stato un allenatore di calcio e calciatore sovietico dal 1991 ucraino, di ruolo difensore.

## Carriera

### Club
Durante la sua carriera ha giocato con varie squadre di club, tra cui principalmente la Dinamo Kiev.

### Nazionale
Conta 21 presenze con la Nazionale sovietica.

## Palmarès

### Giocatore

#### Competizioni nazionali
- Campionato sovietico: 4

Dinamo Kiev: 1971, 1974, 1975, 1977
- Coppa dell'Unione Sovietica: 1

Dinamo Kiev: 1974

#### Competizioni internazionali
- Coppa delle Coppe: 1

Dinamo Kiev: 1974-1975
- Supercoppa UEFA: 1

Dinamo Kiev: 1975